# Большая Черемшана
Большая Черемшана — река в России, протекает по Баргузинскому району Бурятии. Впадает в озеро Байкал на высоте 456 м.

## География
Большая Черемшана образуется слиянием рек Правая Большая Черемшана и Левая Большая Черемшана. Течёт на северо-запад по территории Забайкальского национального парка. По берегам реки произрастают кедровые леса.
Длина реки составляет 19 км.
Имеет притоки: Горделан, Правая Большая Черемшана, Левая Большая Черемшана.

## Данные водного реестра
По данным государственного водного реестра России и геоинформационной системы водохозяйственного районирования территории РФ, подготовленной Федеральным агентством водных ресурсов:
- Бассейновый округ — Ангаро-Байкальский
- Речной бассейн — бассейны малых и средних притоков средней и северной части озера Байкал
- Водохозяйственный участок — бассейны рек средней и северной части озера Байкал от восточной границы бассейна реки Ангары до северо-западной границы бассейна реки Баргузин.